# Buprorus nordgaardi
Buprorus nordgaardi is een eenoogkreeftjessoort uit de familie van de Buproridae. De wetenschappelijke naam van de soort werd in 1921 voor het eerst geldig gepubliceerd door Georg Ossian Sars.